# Label Agriculture biologique
Cet article concerne le label français. Pour les labels de l'agriculture biologique en général, voir Label d'agriculture biologique. Pour l'agriculture biologique en général, voir Agriculture biologique.
Le label Agriculture biologique (ou label AB) est un label de qualité français créé en 1985, et fondé sur l'interdiction d'utilisation de produits issus de la chimie de synthèse. Il permet d'identifier les produits issus de l'agriculture biologique.
Propriété du ministère français de l'Agriculture et de l'Alimentation, la marque AB est définie par celui-ci et promue par l'Agence française pour le développement et la promotion de l'agriculture biologique.
Depuis le 1er janvier 2009, ses critères sont alignés sur le Label bio de l'Union européenne, moins contraignant que le label AB initial et autorisant notamment la présence de traces accidentelles[C'est-à-dire ?] d'organismes génétiquement modifiés (OGM). Le Label bio de l'Union européenne a vocation à se substituer progressivement au label AB.

## Certification
Plusieurs organismes certificateurs ont l'autorisation de délivrer la certification : Agrocert, Biotek Agriculture, Bureau Veritas Certification, Certipaq, Ecocert SA, Eurofins, Bureau Alpes Contrôles, Qualité France, Certisud, Certis, ControlUnion, Ocacia et Qualisud,
D'après l'Agence bio,, ce label garantit :
- que l'aliment est composé d'au moins 95 % d'ingrédients issus d'un mode de production biologique ;
- l'absence d'OGM, bien que d'infimes traces puissent avoir une présence fortuite, accidentelle ou inévitable, dans la limite de 0,9 %[6] ;
- une certification sous le contrôle d'un organisme agréé par les pouvoirs publics français et répondant aux critères d'indépendance, d'impartialité, de compétence et d'efficacité définis par la norme européenne EN 45011 ;
- le respect de la réglementation en vigueur en France.

## Logotype
Le logo « AB » est vert et blanc. Il est apposé sur l'emballage des produits labellisés. Son utilisation est facultative.

## Historique

### Origines et création
Au cours des années 1970, la demande de produits issus de l'agriculture biologique a sensiblement augmenté, et la filière biologique française s'est progressivement mise en place. La loi d'orientation agricole de 1980 a permis au ministère de l'Agriculture et de l'Alimentation d'homologuer « les charges définissant les conditions de production de l'agriculture n'utilisant pas de produits chimiques de synthèse ». Cette nouvelle loi a déclenché des concertations au sein des organisations françaises de l'agriculture biologique, qui ont conduit en juin 1980 à la constitution d'une charte commune : la charte de Blois, renommée CINAB en novembre 1980.
À partir de cette charte, la loi d'orientation de l'agriculture biologique a été promulguée en juillet 1980 et, en mars 1981, le décret concernant l'homologation des cahiers des charges définissant « les conditions de production de l'agriculture n'utilisant pas de produits chimiques de synthèse » est publié.
Ce n'est qu'en 1983 que le terme « agriculture biologique » est légalement accepté, en tant qu'« agriculture n’utilisant pas de produits chimiques de synthèse », et il faut attendre 1985 pour observer le premier emploi de ce terme dans un document officiel, avec la parution de la réglementation française de l'agriculture biologique,.
L'apparition de réglementations sur l'agriculture biologique en France et dans d'autres pays a poussé les autorités européennes à établir leur propre réglementation sur le même modèle : dès 1991, le premier règlement européen sur les productions végétales issues de l'agriculture biologique est créé. Ce règlement introduit un principe de subsidiarité, permettant aux États membres de le compléter ou de le rendre plus strict sur leur territoire. La France fait valoir ce principe dès 1992, en durcissant les contraintes sur les productions végétales, et en étendant le règlement aux productions animales, de manière à harmoniser le règlement européen et le cahier des charges du label AB. Au cours des deux décennies suivantes, le règlement européen s'enrichit progressivement, notamment avec l'entrée en vigueur en 2000 du règlement sur les productions animales.

### Alignement sur le label bio de l'Union européenne

Logo du label bio européen, qui remplace progressivement le label AB.

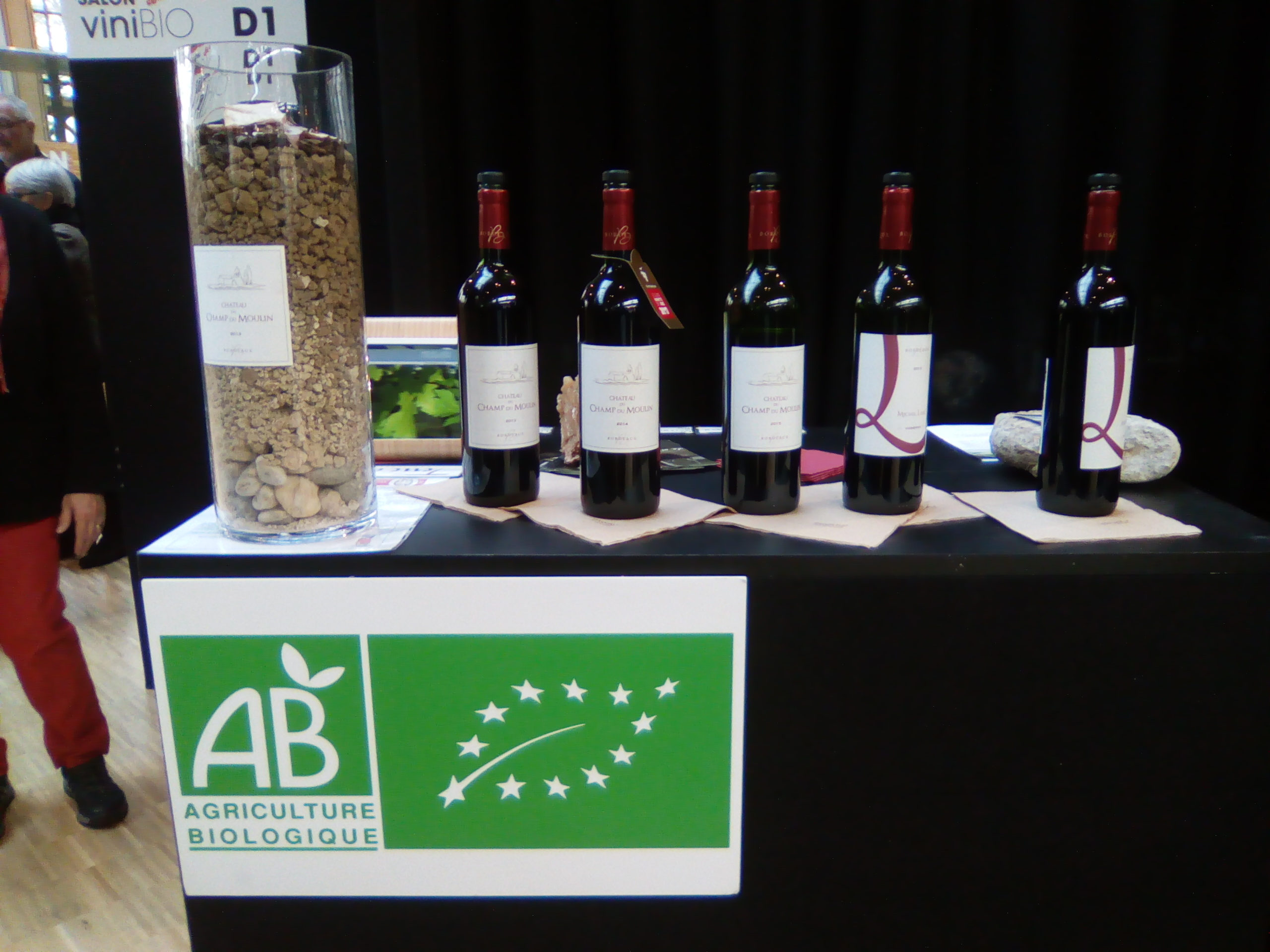
Vins biologiques en vente sur un salon de producteurs.

En janvier 2009, l'entrée en vigueur du nouveau règlement européen sur l'agriculture biologique met un terme au principe de subsidiarité, afin de simplifier les réglementations et limiter les distorsions de concurrence. Les réglementations publiques nationales concernant l'agriculture biologique, comme le label AB, ne sont ainsi plus autorisées. Le logo français « AB » reste d'utilisation volontaire, mais laisse place au label bio de l'Union européenne,, moins contraignant. Surnommé « eurofeuille », le label bio européen remplace progressivement le logo AB.

### Création du label Bio Cohérence
À la suite de l'alignement du cahier des charges du label AB sur la réglementation européenne, ce qui signifiait une brusque baisse des exigences réglementaires, une grande partie des producteurs labellisés AB et plusieurs organisations de l'agriculture biologique fondent en 2010 une nouvelle marque de certification privée, plus strict, Bio Cohérence.
Cette nouvelle marque est fondée par la Fédération nationale d'agriculture biologique, les éleveurs biologiques ainsi que les magasins Biocoop, Biomonde ou encore Naturalia.
Réunis au sein de l'association Alternative Bio 2009, ils proposent un cahier des charges plus exigeant que celui décidé par l'Europe. Sur beaucoup de sujets, ce cahier des charges revient aux critères qui étaient en vigueur dans l'ancien règlement français. Selon les fondateurs du label Bio Cohérence, le règlement français, abandonné avec le passage au nouveau texte européen, correspondait davantage à l'esprit de l'agriculture biologique.